# Air Philippines
Air Philippines was een luchtvaartmaatschappij in de Filipijnen. De in 1995 opgerichte maatschappij richtte zich voornamelijk op de nationale markt, maar vloog ook op een drietal bestemming in China. De belangrijkste basis van Air Philippines was Subic Bay International Airport. Daarnaast had de maatschappij een hub op Ninoy Aquino International Airport bij Manilla.

## Geschiedenis
Air Philippines werd op 13 februari 1995 opgericht. Alle operaties waren toentertijd vanaf Subic Bay. De eerste vlucht was op 1 februari 1996. Een Boeing 737-200 vloog tussen Subic Bay, Iloilo City en Zamboanga City. In april 1996 werden zes NAMC YS-11 vliegtuigen geleverd en in 1997 werden 675.000 passagiers vervoerd. Een jaar later waren dat er meer dan 773.000. In september 1998 werd de maatschappij tijdelijk door de Philippine Air Transportation Office aan de grond gehouden. In maart 1999 kreeg de maatschappij toestemming om vluchten uit te gaan voeren naar Hongkong, Japan, Zuid-Korea, Taiwan en de Verenigde Staten.
In mei 2001 werden twee Boeing 737-300-vliegtuigen in gebruik genomen. Halverwege 2002 werden chartervluchten opgestart van Subic Bay en Laoag City naar Hongkong. De passagiersaantallen liepen op tot 881.000 in 2002. In juli 2004 werden chartervluchten van Subic Bay naar Guangzhou opgestart.
Op 31 augustus 2009 werden alle activiteiten onder de naam Air Philippines gestaakt. De activiteiten werden overgenomen door PAL Express en Philippine Airlines, met wie ze al nauwe banden hadden. Op 27 november 2009 nam Air Philippines de vluchten van PAL Express over in opdracht van Philippine Airlines. Op 28 maart 2010 begon men als onderdeel van PAL Holdings opnieuw een lagekostenmaatschappij met een eigen routenetwerk onder de naam Airphil Express.  Naast enkele Airbus A320-toestellen omvat de vloot ook de drie Bombardier Dash 8-300's en vijf Dash 8-400's van PAL Express, die nu in de kleuren van Airphil Express vliegen.

## Bestemmingen
- China
  - Chongqing (Jiangbei International Airport) (alleen chartervluchten)
  - Guangzhou (Baiyun International Airport)
  - Shenzhen (Bao'an International Airport)

- Filipijnen
  - Bacolod (Bacolod City Domestic Airport) (vanuit Manilla en Cebu)
  - Cagayan de Oro (Lumbia Airport)
  - Cebu City (Mactan-Cebu International Airport) (hub)
  - Davao City (Francisco Bangoy International Airport) (vanuit Manilla en Cebu)
  - Dumaguete
  - General Santos (General Santos International Airport) (vanuit Manilla en Cebu)
  - Iloilo City (Mandurriao Airport) (vanuit Manilla en Cebu)
  - Manilla (Ninoy Aquino International Airport) (belangrijkste hub)
  - Puerto Princesa (vanuit Manilla en Cebu)
  - Tuguegarao
  - Zamboanga City (Zamboanga International Airport) (vanuit Manilla en Cebu)

## Ongelukken
- Air Philippines-vlucht 541: Een Boeing 737 verongelukte op 19 april 2000 waarbij alle 131 inzittenden om het leven kwamen.

- Gemeinsame Normdatei: 380653-4